# 辛瑪拉

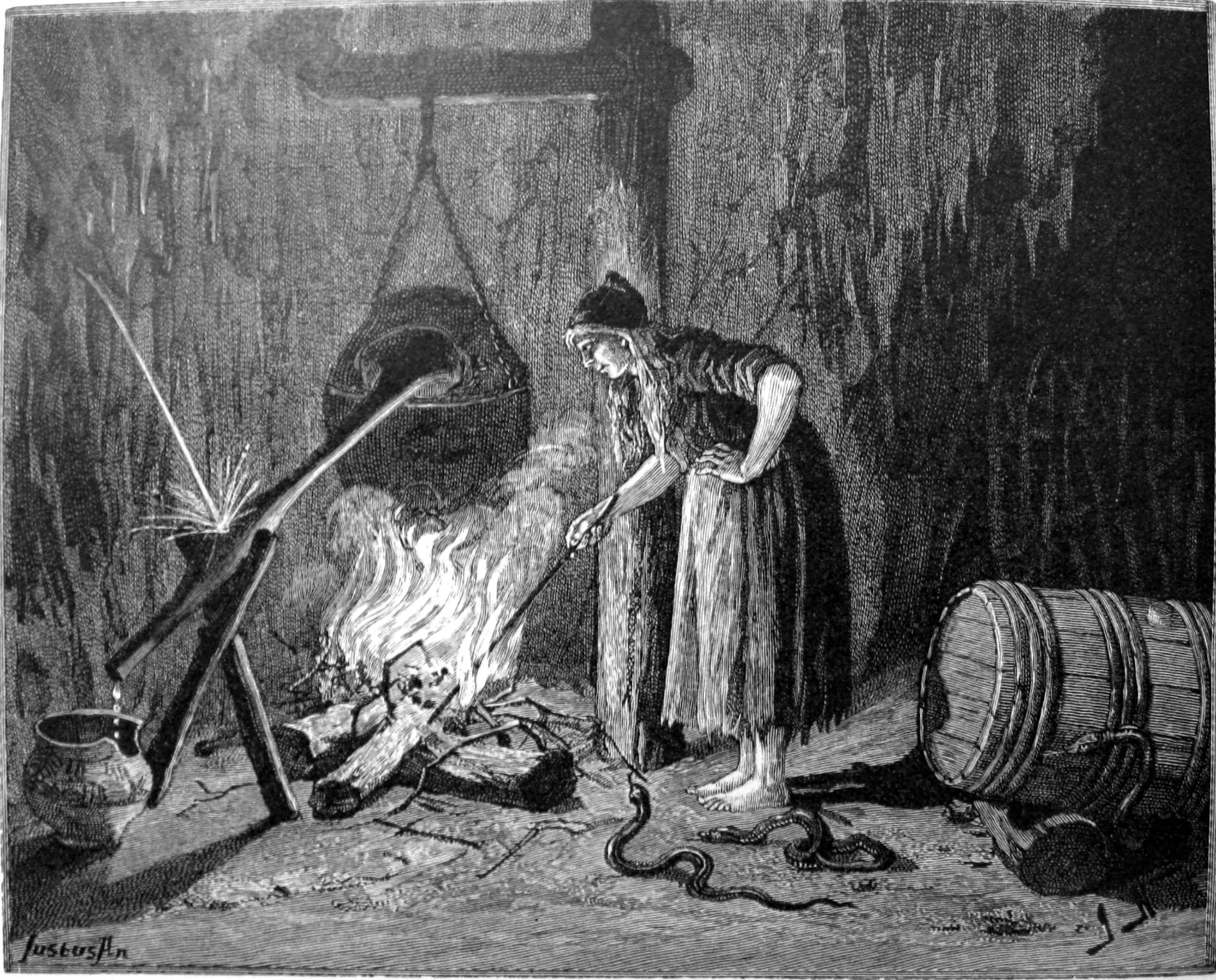
辛瑪拉

辛瑪拉（Sinmara）是北欧神话中的一位約頓巨人，是穆斯貝爾海姆领主約頓巨人史爾特爾的配偶，是雷瓦汀的守護者。她同时也是密米爾的妻子。辛瑪拉这个名字的词源尚不清楚。